# 242년

## 연호
- 위(魏) 정시(正始) 3년
- 촉(蜀) 연희(延熙) 5년
- 오(吳) 적오(赤烏) 5년

## 기년
- 위(魏) 소제(少帝) 3년
- 촉(蜀) 후주(後主) 20년
- 오(吳) 대제(大帝) 21년
- 신라(新羅) 조분 이사금(助賁泥師今) 13년
- 고구려(高句麗) 동천왕(東川王) 16년
- 백제(百濟) 고이왕(古爾王) 9년

## 사건
- 신라, 가을에 대풍년이 들었고, 고타군(古陁郡)이 가화(嘉禾)를 진상하였다.

#### 로마 제국
- 황제 고르디아누스 3세가 샤푸르 1세의 페르시아에 대한 원정을 감행한다; 그리스의 철학자 플로티누스가 페르시아와 인도의 철학에 대한 직접적인 지식을 얻기 위해 원정에 동참한다.
- 고르디아누스 3세가 보스포루스(크림) 영토가 고트족의 손에 떨어지자 일대의 주민을 이주시킨다.
- 티투스 대주교가 콘스탄티노플 대주교로 등극한다 (272년까지)

#### 페르시아
- 샤푸르 1세가 로마군을 몰아내기 위해 안티오크에 선제공격을 감행한다. 고르디아누스 3세의 장인인 티메시티우스가 사산 왕조의 군대를 패퇴시킨다.
- 국왕 아르다시르 1세가 30년의 재위기간을 마치고 사망한다. 차기 국왕은 아들이자 공동 지배자인 샤푸르 1세가 된다.

## 탄생
- 오나라 최후의 황제 손호(孫皓)

## 사망
- 중국(中國) 후한(後漢) 무신(武臣) 만총(滿寵)
- 후한(後漢) 조위(曹魏)의 무신(武臣) 왕충(王忠)

## 참고 문헌
- 김부식 (1145). 〈권02 조분 이사금 條〉. 《삼국사기》.